# C/1702 H1
C/1702 H1（也稱為1702年彗星）是弗朗西斯科·比安奇尼和吉亞科莫·f·馬拉迪（義大利的羅馬）在1702年4月20日發現的彗星。

## 幽靈般的1702 彗星
比安奇尼和馬拉迪於1702年4月20日發現了這顆彗星。這顆彗星離地平線不遠，據說就像一顆「模糊的恆星」。
大約在2小時後，德國柏林的瑪麗亞·瑪格麗塔·基希也現了這顆彗星。法國巴黎的菲力浦·德拉希爾在4月24日獨立發現這顆彗星。
比安奇尼和馬拉迪在1702年5月5日對這顆彗星做了最後一次的觀測。

## 軌道
尼可拉·路易·拉卡伊（1761年）和約翰·卡爾·布爾克哈特（1807年）都計算了C/1702 H1的軌道。他們都得到非常相似的拋物線軌道。

## 最接近地球
- 在1702年4月20日接近地球至 0.0435 AU。